# 아편제

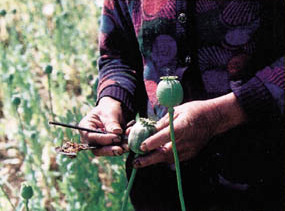
아편의 수확

아편제(阿片劑)는 의학에서 마취 작용을 하는 아편 계열의 알칼로이드를 통틀어 가리키는 용어이다. 아편제로 쓸 수 있는 다양한 화합물이 알려져 있으며
대표적으로 모르핀, 헤로인, 코데인 등이 있다. 아편류라고도 한다.

## 개요
아편제는 라는 이름은 주요 성분이 아편에 함유되어 있기 때문에 붙은 것이다. 아편은 덜 자란 양귀비(학명 : Papaver somniferum) 열매의 유액을 모아 굳힌 것이다. 대표적인 아편제로는 모르핀, 코데인 등이 있다. 마취 작용이 없는 테바인도 아편에서 얻는다. 아편을 반정제 하여 만드는 아편제로는 하이드로폰, 옥시코돈, 하이드로코돈 등이 있다.
아편제는 강한 중독성과 독성을 지니고 있어 잘못 사용될 경우 건강을 해칠 수 있기 때문에 대부분의 나라에서 마약으로 분류하여 엄격히 관리한다. 특히 모르핀을 제외한 다른 아편제들은 의료용으로 사용이 금지되어 있다.

## 알카로이드

### 모르핀

모르핀의 화학 구조

모르핀은 가장 일반적으로 사용되는 아편제이다. 아편의 주 성분이기도 하다. 양질의 아편은 약 9 - 14%의 모르핀을 함유하고 있다. 강한 진통의 억제, 폐부종의 방지 등을 위해 투약된다. 그러나, 만성 중독 증상이 있어 의사의 처방 없이 사용하는 것은 금지되어 있다.

### 헤로인
헤로인은 모르핀의 아세틸화합물로 화학명은 디아세틸모르핀이다. 마취제로 사용되었으나 호흡기능을 마비시키는 부작용이 크고 강한 중독성이 있어 사용이 금지되었다.

### 코데인

Codeine

코데인은 모르핀의 메틸화합물로 아편 속에 약 0.7-0.25% 정도 함유되어 있다. 약효는 모르핀의 1⁄6정도로 작지만 여전히 중독성이 있다.

### 테바인

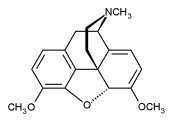
테바인

테바인은 화학적으로는 모르핀이나 코데인과 비슷하나 진정제로 작용하는 두 약물과는 달리 흥분 효과가 있다.

## 같이 보기
- 오피오이드 전염